# Ronde van Missouri 2009
De Ronde van Missouri 2009 vond plaats van 7 tot 13 september 2009. De derde editie van deze Amerikaanse wielerwedstrijd startte in Saint Louis en eindigde in Kansas City.

## Deelnemende ploegen
| Bissell Pro Cycling  | Jelly Belly Cycling Team | Quick·Step             | Liquigas       |
| BMC Racing Team      | Kelly Benefit Strategies | Astana                 | Team Saxo Bank |
| Cervélo              | OUCH presented by Maxxis | Team Columbia          | Team Type 1    |
| Colavita-Sutter Home | Planet Energy            | Team Garmin-Slipstream |                |

## Etappe-overzicht
| Etappe | Datum        | Route                           | Afstand  | Etappewinnaar     |
| ------ | ------------ | ------------------------------- | -------- | ----------------- |
| 1      | 7 september  | Saint Louis - Saint Louis       | 120,7 km | Mark Cavendish    |
| 2      | 8 september  | Ste. Genevieve - Cape Girardeau | 180.9 km | Mark Cavendish    |
| 3      | 9 september  | Farmington - Rolla              | 183.9 km | Thor Hushovd      |
| 4      | 10 september | St. James - Jefferson City      | 175.7 km | Juan José Haedo   |
| 5      | 11 september | Sedalia (individuele tijdrit)   | 30.5 km  | David Zabriskie   |
| 6      | 12 september | Chillicothe - St. Joseph        | 177.4 km | Francesco Chicchi |
| 7      | 13 september | Kansas City - Kansas City       | 116.4 km | Martin Gilbert    |

## Etappe-uitslagen

### 1e etappe
| Saint Louis – Saint Louis (120,7 km) |                 |                   |            |
| Plaats                               | Naam            | Ploeg             | Tijd       |
| Winnaar                              | Mark Cavendish  | Team Columbia-HTC | 2u 43' 56" |
| 2                                    | Juan José Haedo | Team Saxo Bank    | z.t.       |
| 3                                    | Thor Hushovd    | Cervélo Test Team | z.t.       |

### 2e etappe
| Ste. Genevieve – Cape Girardeau (180,9 km) |                 |                   |            |
| Plaats                                     | Naam            | Ploeg             | Tijd       |
| Winnaar                                    | Mark Cavendish  | Team Columbia-HTC | 4u 16' 53" |
| 2                                          | Thor Hushovd    | Cervélo Test Team | z.t.       |
| 3                                          | Juan José Haedo | Team Saxo Bank    | z.t.       |

### 3e etappe
| Farmington – Rolla (183,9 km) |                 |                   |            |
| Plaats                        | Naam            | Ploeg             | Tijd       |
| Winnaar                       | Thor Hushovd    | Cervélo Test Team | 4u 26' 50" |
| 2                             | Juan José Haedo | Team Saxo Bank    | z.t.       |
| 3                             | Dario Cataldo   | Quick Step        | z.t.       |

### 4e etappe
| St. James – Jefferson City (175,7 km) |                 |                   |            |
| Plaats                                | Naam            | Ploeg             | Tijd       |
| Winnaar                               | Juan José Haedo | Team Saxo Bank    | 4u 07' 55" |
| 2                                     | Thor Hushovd    | Cervélo Test Team | z.t.       |
| 3                                     | Dario Cataldo   | Quick Step        | z.t.       |

### 5e etappe
| Sedalia – Sedalia (individuele tijdrit over 30,5 km) |                 |                     |            |
| Plaats                                               | Naam            | Ploeg               | Tijd       |
| Winnaar                                              | David Zabriskie | Garmin-Slipstream   | 0u 36' 30" |
| 2                                                    | Gustav Larsson  | Team Saxo Bank      | + 00' 30"  |
| 3                                                    | Tom Zirbel      | Bissell Pro Cycling | + 00' 44"  |

### 6e etappe
| Chillicothe – St. Joseph (177,4 km) |                   |                      |            |
| Plaats                              | Naam              | Ploeg                | Tijd       |
| Winnaar                             | Francesco Chicchi | Liquigas             | 3u 41' 41" |
| 2                                   | Thor Hushovd      | Cervélo Test Team    | z.t.       |
| 3                                   | Lucas Haedo       | Colavita-Sutter Home | z.t.       |

### 7e etappe
| Kansas City – Kansas City (116,4 km) |                |                          |            |
| Plaats                               | Naam           | Ploeg                    | Tijd       |
| Winnaar                              | Martin Gilbert | Planet Energy            | 2u 33' 11" |
| 2                                    | Andrew Pinfold | Ouch presented by Maxxis | z.t.       |
| 3                                    | Thor Hushovd   | Cervélo Test Team        | z.t.       |

## Eindklassementen

### Algemeen klassement
| Ronde van Missouri 2009 |                    |                          |           |
| Plaats                  | Naam               | Ploeg                    | Tijd      |
| Gele trui               | David Zabriskie    | Garmin-Slipstream        | 22u26'56" |
| 2                       | Gustav Larsson     | Team Saxo Bank           | +00' 30"  |
| 3                       | Marco Pinotti      | Team Columbia-HTC        | +00' 42"  |
| 4                       | Tom Zirbel         | Bissell Pro Cycling      | +00' 44"  |
| 5                       | Dario Cataldo      | Quick Step               | +01' 02"  |
| 6                       | Levi Leipheimer    | Astana                   | +01' 09"  |
| 7                       | Ben Jacques-Maynes | Bissell Pro Cycling      | +01' 13"  |
| 8                       | Dominique Cornu    | Quick Step               | +01' 15"  |
| 9                       | Lars Ytting Bak    | Team Saxo Bank           | +01' 16"  |
| 10                      | Rory Sutherland    | OUCH Presented By Maxxis | +01' 22"  |
|                         |                    |                          |           |
| 65                      | Addy Engels        | Quick Step               | +05' 14"  |

### Puntenklassement
| Ronde van Missouri 2009 |                   |                   |        |
| Plaats                  | Naam              | Ploeg             | Punten |
| Groene trui             | Thor Hushovd      | Cervelo Test Team | 76     |
| 2                       | Martin Gilbert    | Planet Energy     | 32     |
| 3                       | Francesco Chicchi | Liquigas          | 27     |

### Bergklassement
| Ronde van Missouri 2009 |                      |                |        |
| Plaats                  | Naam                 | Ploeg          | Punten |
| Rode trui               | Moises Aldape        | Team Type 1    | 45     |
| 2                       | Chris Anker Sørensen | Team Saxo Bank | 36     |
| 3                       | Matthew Wilson       | Team Type 1    | 19     |